# Желтоухая селенидера
Желтоухая селенидера (лат. Selenidera spectabilis) — вид дятлообразных птиц из семейства тукановых.
Общая длина тела до 38 см, средняя масса 219 г. Клюв темно-серый с синеватым оттенком, верхняя часть надклювья ярко-желтая с зеленоватым оттенком. Окраска самца преимущественно чёрная с желтыми перьями на щеках и в области ушей. Вокруг глаз неоперенный участок зелёного цвета. Крылья оливково-зеленые, подхвостье красное. От других туканов-селенидер отличается чёрным зашейком без яркой полосы и полностью чёрным хвостом без коричневого кончика. У самки верх головы и задняя часть шеи каштановые. Голос — медленное, негромкое, размеренное 2-сложное «крек-ек».

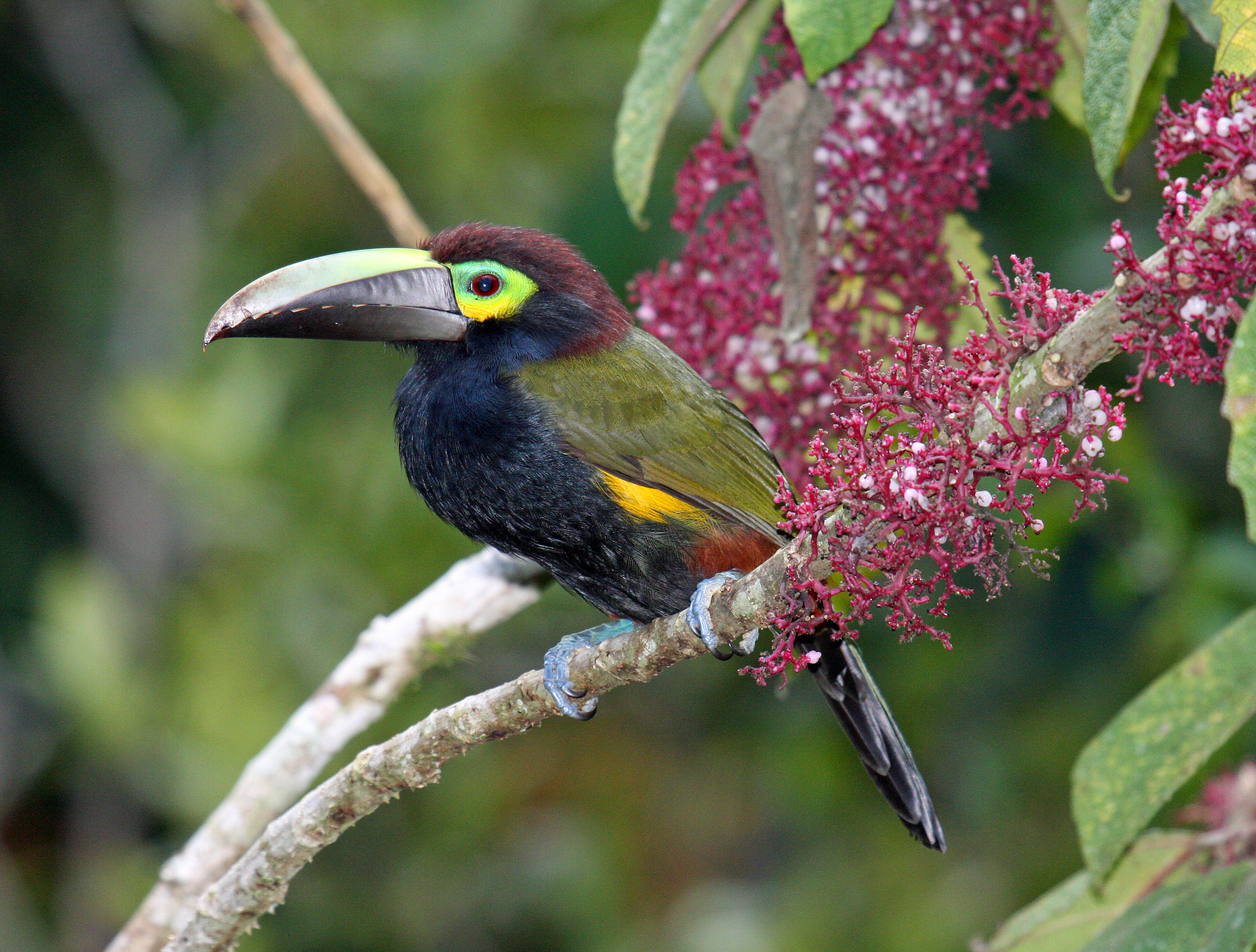
Самка

Желтоухая селенидера распространена в южной половине Центральной Америки и прилегающих районах Южной Америки от верховий реки Рио-Платано на востоке Гондураса через восток Никарагуа, север и восток Коста-Рики, карибское побережье и юго-восток Панамы до запада Колумбии, где на восток проникает до верховий реки Рио-Нечи. Обитает в предгорных и горных дождевых тропических лесах на высоте от 300 до 1100 м, изредка проникая до высоты 1500 м.
Подвидов не образует.